# Таблица сопряжённости
Таблица сопряжённости, или таблица контингентности, факторная таблица в статистике — средство представления совместного распределения двух переменных, предназначенное для исследования связи между ними. Таблица сопряжённости является наиболее универсальным средством изучения статистических связей, так как в ней могут быть представлены переменные с любым уровнем измерения. Таблицы сопряжённости часто используются для проверки гипотезы о наличии связи между двумя признаками с использованием точного теста Фишера или критерия согласия Пирсона.

## Структура таблицы
Строки таблицы сопряжённости соответствуют значениям одной переменной, столбцы — значениям другой переменной, при этом количественные шкалы предварительно должны быть сгруппированы в интервалы. Например, таблица сопряжённости может быть использована для показа зависимости музыкальных предпочтений от места проживания слушателей.
|       | Кантри | Рок-н-рол | Джаз | Всего |
| ----- | ------ | --------- | ---- | ----- |
| Город | 15     | 30        | 5    | 50    |
| Село  | 25     | 20        | 5    | 50    |
| Всего | 40     | 50        | 10   | 100   |

|                       | {\displaystyle y_{1}}   | {\displaystyle y_{2}}   | {\displaystyle y_{3}}   |                        |
| --------------------- | ----------------------- | ----------------------- | ----------------------- | ---------------------- |
| {\displaystyle x_{1}} | {\displaystyle f_{1,1}} | {\displaystyle f_{1,2}} | {\displaystyle f_{1,3}} | {\displaystyle f_{1.}} |
| {\displaystyle x_{2}} | {\displaystyle f_{2,1}} | {\displaystyle f_{2,2}} | {\displaystyle f_{2,3}} | {\displaystyle f_{2.}} |
|                       | {\displaystyle f_{.1}}  | {\displaystyle f_{.2}}  | {\displaystyle f_{.3}}  | {\displaystyle n}      |

На пересечении строки и столбца указывается частота совместного появления {\displaystyle f_{ij}} соответствующих значений двух признаков {\displaystyle x_{i}} и {\displaystyle y_{j}}. Сумма частот по строке {\displaystyle f_{i}}. называется маргинальной частотой строки; сумма частот по столбцу {\displaystyle f_{.j}} — маргинальной частотой столбца. Сумма маргинальных частот равна объёму выборки {\displaystyle n}; их распределение представляет собой одномерное распределение переменной, образующей строки или столбцы таблицы. В таблице сопряжённости могут быть представлены как абсолютные, так и относительные частоты (в долях или процентах). Относительные частоты могут рассчитываться по отношению: а) к маргинальной частоте по строке; б) к маргинальной частоте по столбцу; в) к объёму выборки.